# Oxira bicolor
Oxira bicolor là một loài bướm đêm trong họ Noctuidae.